# دویچه پست‌بانک

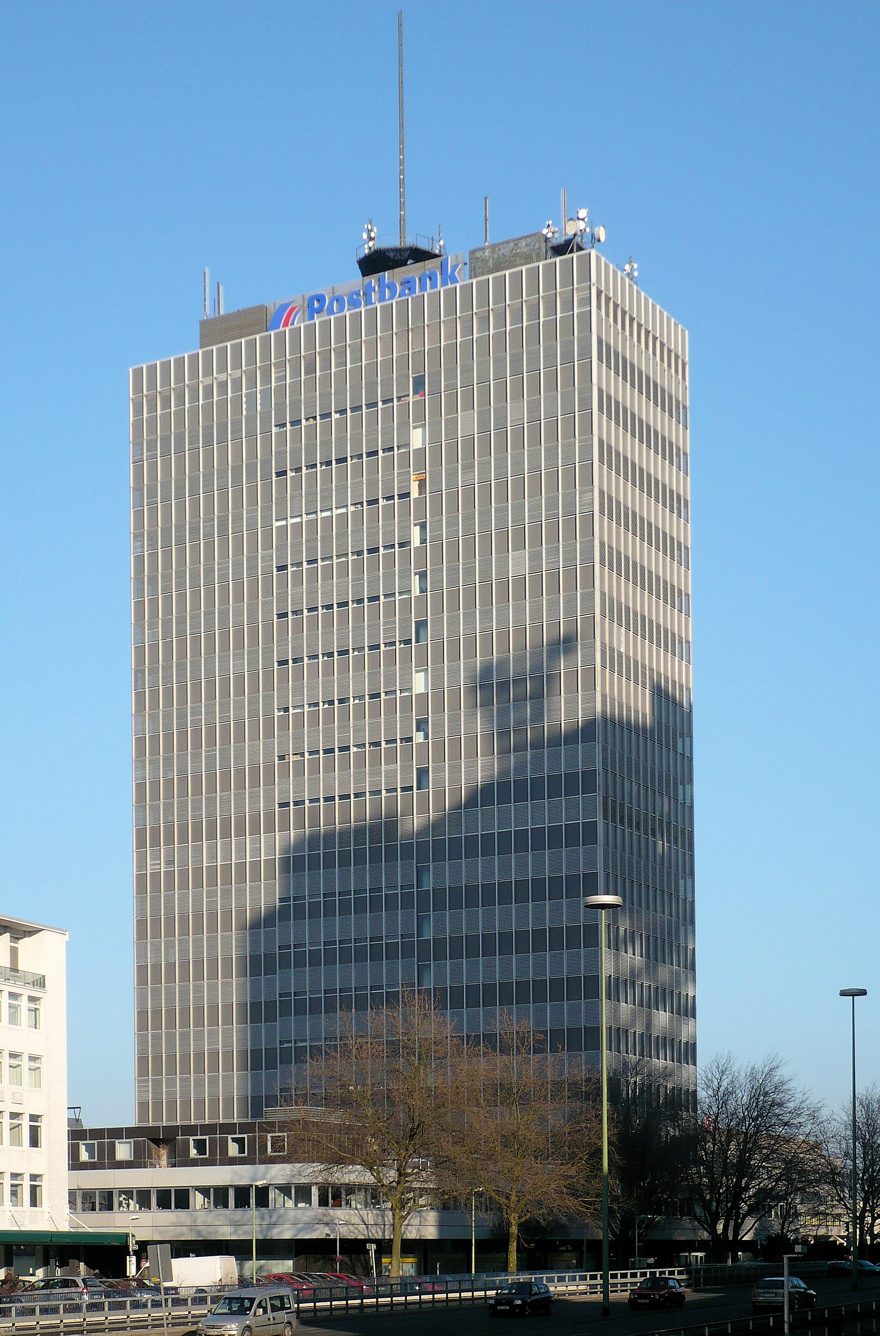
شعبه دویچه پست‌بانک، در اسن

دویچه پست‌بانک (به آلمانی: Deutsche Postbank) شرکت خدمات مالی و بانکداری آلمانی است، که خدماتی چون بانکداری خرد، بانکداری اختصاصی، بانکداری شرکتی، انواع وام و خدمات بیمه را ارائه می‌نماید.
ریشه‌های تأسیس دویچه پست‌بانک به سال ۱۹۰۹ بازمی‌گردد، که بانک پست‌چک‌داینست، به‌دستور رایش آلمان و با هدف اتصال شبکه‌های بانکی و پستی در استان‌های آلمان، راه‌اندازی شد.
در سال ۱۹۸۹ در پی تجدید ساختار سیستم پست آلمان، شرکت دویچه باندزپست، به ۳ شرکت تفکیک شد؛ دویچه پست، دویچه تلکوم و پست‌بانک. یک سال بعد در ۱۹۹۹ شرکت دویچه پست پست‌بانک، از جمهوری دمکراتیک آلمان، نیز با پست‌بانک ادغام شد، که در پی آن، دویچه پست‌بانک تأسیس گردید.
این بانک از سال ۱۹۹۰ زیرمجموعه‌ای از شرکت دویچه باندزپست به‌شمار می‌آمد، از سال ۱۹۹۹ تا ۲۰۰۴ نیز به‌عنوان شرکت تابعه‌ای از دویچه پست فعالیت می‌کرد، سپس در این سال ۵۰٪ درصد از سهام آن، در بورس فرانکفورت عرضه گردید.
در سال ۲۰۰۸ میلادی، ۳۰٪ درصد از سهام دویچه پست‌باند توسط دویچه بانک خریداری شد و تا دسامبر ۲۰۰۸ تمامی سهام آن توسط این بانک تصاحب گردید و هم‌اکنون به‌عنوان شرکت تابعه‌ای از دویچه بانک فعالیت می‌نماید.
شعبه مرکزی این بانک در شهر بن، آلمان قرار دارد و سهام آن در بازار بورس فرانکفورت معامله می‌شود.